# الکس گورسکی
الکس گورسکی (به انگلیسی: Alex Gorsky) (زاده ۱۹۶۰) کارآفرین، بازرگان و مدیر ارشد اجرایی آمریکایی است، که اکنون به‌عنوان مدیر عامل اجرایی جانسون اند جانسون فعالیت می‌کند.